# Glossodia minor
Glossodia minor é uma espécie de orquídeas geófitas, família Orchidaceae, que existem apenas no leste e sudeste da Austrália, onde crescem em florestas e charnecas. À primeira vista, plantas similares às do gênero Elythranthera, das quais diferenciam-se facilmente por seu labelo cordiforme, pequeno porém bem desenvolvido, com calos apenas na base, separados ou parcialmente fundidos, flores internamente foscas, e coluna com asas que terminam antes daantera. São plantas anuais que apresentam caules curtos, eretos, não ramificados, com uma única folha membranácea basal, e longa inflorescência terminal, ambos pubescentes, com até duas flores ressupinadas, azuis, liláses ou púrpura, raro brancas, com pétalas e sépalas livres e similares. A coluna é curva e delicada, apoda, com antera terminal e quatro polínias. Diferencia-se da Glossodia major, única outra espécie deste gênero, por suas flores menores de labelo com calo basal púrpura escuro, rodeado de muitas papilas.

## Publicação e sinônimos
- Glossodia minor R.Br., Prodr. Fl. Nov. Holl.: 326 (1810).

Sinônimos homotípicos:
- Caladenia minor F.Muell., Fragm. 7: 135 (1871).
- Caladenia minor (R.Br.) Rchb.f., Beitr. Syst. Pflanzenk.: 67 (1871), nom. illeg

Sinônimos heterotípicos:
- Glossodia orientalis F.Muell., Fragm. 5: 97 (1865).
- Glossodia minor var. alba F.M.Bailey, Queensland Agric. J. 13: 346 (1903).